# Rosopaella flindersi
Rosopaella flindersi är en insektsart som beskrevs av Evans 1941. Rosopaella flindersi ingår i släktet Rosopaella och familjen dvärgstritar. Inga underarter finns listade i Catalogue of Life.